# Kunir (Dempet)
Kunir is een bestuurslaag in het regentschap Demak van de provincie Midden-Java, Indonesië. Kunir telt 3553 inwoners (volkstelling 2010).